# The Mind (игра)
The Mind — кооперативная карточная игра, разработанная Вольфгангом Варшем и опубликованная в 2018 году издательством Nürnberger-Spielkarten-Verlag. Игра была одной из трёх игр, номинированных на премию Spiel des Jahres (Игра года) в 2018 году.

## Правила
The Mind — кооперативная игра: команда игроков от 2 до 4 человек играет сообща против игры. Игрокам раздаются карточки с числами от 1 до 100. Цель игроков — не общаясь друг с другом, выложить карточки в порядке возрастания. В игре нет очереди ходов: в любой момент игрок, который считает, что у него наименьшая карта, может выложить свою наименьшую карту. Если у кого-то из его партнёров оказались карта меньше той, которую выложил игрок, то игра приостанавливается, все такие карты сбрасываются и игроки теряют одну «жизнь». После чего игра продолжается.
Если игроки избавились от своих карт, то считается, что они прошли один уровень, и попадают на следующий уровень.
На первом уровне каждый игрок получает по одной карте, на втором по две и так далее. Цель игры пройти 12 уровней для двух игроков, 10 уровней для трёх игроков и 8 уровней для четырёх игроков.
В начале игры у команды столько жизней, сколько игроков участвуют в игре. Дополнительные жизни даются за прохождение 3-го, 6-го и 9-го уровней. Если у команды не осталось жизней, то команда проигрывает.
Кроме того у игроков есть возможность использовать специальную карту-звезду. Каждый игрок может заявить желание использовать звезду поднятием руки. Если все игроки согласились использовать звезду, то каждый из них сбрасывает свою наименьшую карту. После чего игра продолжается как обычно. Изначально у команды есть одна звезда. Команда получает по одной дополнительной звезде за проход 2-го, 5-го и 8-го уровней.

### Игра вслепую
Более сложный вариант игры — игра вслепую. После того, как команда прошла последний уровень в обычной игре, они начинают опять с первого уровня с тем количеством жизней и звёзд, которые у них остались, но теперь игроки кладут свои карты рубашкой вверх. Порядок карт проверяется в конце раунда. Если игроки совершили ошибку, они теряют одну жизнь. Остальные правила остаются прежними: в частности при использовании звезды, карты сбрасываются в открытую.

## История создания
Автором игры является дизайнер игр Вольфганг Варш.
По его словам, идея этой игры пришла ему давно, но он вначале относился к ней скептически.
Летом 2016 года он опробовал идею игры со своим зятем, раздав каждому по 15 карт (из колоды, состоящей из 100 карт).
Они разыграли эти карты без ошибки с первого раза. На окончательную разработку игры ушло около недели.
Игра была опубликована в январе 2018 года издательством Nürnberger-Spielkarten-Verlag для выставки Spielwarenmesse International Toyfairn Nürnberg.
Игра первоначально вышла на немецком языке с английским названием: the mind по-английски «разум».
Иллюстрировал игру Оливер Фройденрайх.
Игру часто сравнивают с игрой The Game того же издательства, разработанной Стеффеном Бенндорфом в 2015 году. У этой игры похожие правила, и она тоже является кооперативной. Но Вольфганг Варш говорит, что он не играл в The Game, когда придумывал The Mind.

## Критика
Игра была номинирована на премию Spiel des Jahres (Игра года) в 2018 году. Жюри конкурса отметило следующее:

Как это может работать? — вопрос, который задаёт себе каждый перед своей первой игрой «The Mind». Но на удивление это работает! Без слов или жестов команде удается выполнить общую задачу. Удивительно! Захватывающе! Гениально!
Оригинальный текст (нем.)
Wie soll das gelingen? Eine Frage, die sich jeder vor seiner ersten Partie „The Mind“ stellt. Dann folgt die Überraschung: Es funktioniert! Ohne Absprachen oder Gesten schafft es das Team, die gemeinsame Aufgabe zu erfüllen. Verblüffend! Faszinierend! Genial! 
— Жюри конкурса
The Mind получила премию Beeple в 2018 году а также другие премии.